# Noah Hanifin
Noah Hanifin (Boston, Massachusetts, 25 de enero de 1997) es un jugador profesional estadounidense de hockey sobre hielo que se desempeña en la posición de defensor izquierdo en Calgary Flames, equipo de la National Hockey League (NHL).

## Carrera
Fue seleccionado en la primera ronda en la NHL Entry Draft de 2015. Hizo su debut profesional con el equipo Carolina Hurricanes, en el cual jugó tres temporadas (2015-2018), después pasó a Calgary Flames, donde lleva jugando seis temporadas.